# Fleur de Lys (1754)
Pour les articles homonymes, voir Fleur de lys.
Le Fleur de Lys était une frégate de 30 canons mise sur cale pendant la vague de construction qui sépare la fin de guerre de Succession d'Autriche (1748) du début de la guerre de Sept Ans (1755). Construite par Joseph-Louis Ollivier en 1753 à Brest, elle fut lancée en 1754. Elle servit pendant la guerre de Sept Ans, conflit au cours duquel elle fut perdue en 1760.

## Carrière
En 1755, ce bâtiment était commandé par le chevalier Marin de Marnières lorsqu'il fut requis pour faire partie de l'escadre de Dubois de La Motte chargée de transporter d'importants renforts pour le Canada. La Fleur de Lys remplit sa mission sans encombre et ne fut pas interceptée par les forces anglaises de Boscawen qui cherchaient à empêcher les Français d'arriver au Canada alors que la guerre reprenait entre les deux pays.
Le 3 mai 1757, le Fleur de Lys repart pour Louisbourg dans une force de onze voiles qui doit rejoindre deux autres divisions parties à des dates différentes. Elle arrive le 19 juin 1757. La frégate stationne pendant tout l’été à Louisbourg, intégrée à la puissante concentration navale de Dubois de La Motte qui défend victorieusement la place cette année-là. Au retour, comme tous les navires de l'escadre, elle est touchée par l'épidémie de typhus qui décime les équipages. Cependant, elle échappe à la capture devant Brest, contrairement à deux des cinq frégates de l'expédition. 
Le 17 octobre 1760, la Fleur de Lys, qui naviguait au large de Saint-Domingue en compagnie d'une autre frégate et d'une corvette, subit l'attaque de trois bâtiments anglais plus fortement armés. Les deux autres navires furent capturés à l'issue d'une poursuite et d'un combat nocturne. Le commandant de la Fleur de Lys, Doizy, fut contraint, dans la journée du 18 octobre, de jeter à la côte son bâtiment pour éviter sa capture par un vaisseau anglais de 50 canons. La frégate fut incendiée par son équipage près du port de Paix. La Fleur de Lys fait partie des cinquante-six frégates perdues par la France lors de la guerre de Sept Ans.